# Vida kring jorden
Vida kring jorden är en psalm för reformationsdagen av Robert Kihlberg som senare bearbetades av Johan Alfred Eklund. 
Melodin är en tonsättning från 1800-talet och anges i Koralbok för Nya psalmer, 1921 vara densamma som för Härlig är jorden (trots att båda psalmerna har helt olika noter!). Eklunds text är fri från upphovsrättsligt skydd från 2015 års utgång.

## Publicerad som
- Nr 551 i Nya psalmer 1921, tillägget till 1819 års psalmbok under rubriken "Kyrkan och nådemedlen: Reformationen".
- Nr 257 i Sionstoner 1935 under rubriken "Nådens medel: Ordet".